# Recherche de cavités dans la pyramide de Khéops
 (novembre 2023).
De nombreux auteurs arabes ont relaté la découverte du corps du pharaon accompagné de son trésor funéraire dans la pyramide de Khéops. Cependant, les contradictions que l'on peut relever dans ces différents récits sèment le doute sur la véracité de ces témoignages souvent réalisés des siècles plus tard. Cette incertitude, ainsi que la réputation d'inviolabilité de la grande pyramide, incite de nombreux archéologues et historiens à rechercher la chambre funéraire qu'ils supposent toujours cachée dans la masse du monument. Cette recherche s'est accentuée ces vingt dernières années, aidée en cela par les nouvelles technologies de mesure et de détection.

## Aperçu des recherches effectuées avant 1950

### IXesiècle
La première véritable recherche de la chambre funéraire remonte à l'an 820 au temps du calife Al-Mamoun qui, selon certains auteurs arabes, y serait parvenu. La divergence des récits n'apporte aucune certitude sur la véracité de cet événement ni sur le lieu précis où aurait été découvert le corps. Selon d'autres auteurs, seule importe la déconvenue d'avoir effectué de grandes dépenses pour ouvrir un tombeau vide. 

### XVIIIesiècle
Bien plus tard, on découvre l'accès situé en haut de la grande galerie et menant à la première chambre de décharge.

### XIXesiècle
Les autres chambres de décharge seront mises au jour au XIXe siècle. De nombreuses sapes sont pratiquées par l'ingénieur britannique John Shae Perring, au mépris des règles de sécurité les plus évidentes. Un énorme puits est creusé dans le sol de la chambre souterraine dans l'espoir de découvrir la chambre funéraire telle que décrite par Hérodote, située sur une île et entourée par les eaux provenant du Nil. Plusieurs sapes sont creusées dans la chambre de la reine et dans la chambre du roi au niveau du sol et du plafond. Toutes ces investigations s'avèrent vaines. La pyramide de Khéops semble avoir livré ses secrets. Les dégâts occasionnés par les méthodes pour le moins brutales des premiers explorateurs entraînent un arrêt des investigations destructrices.

## Recherches modernes

### Première recherche de Gilles Dormion associé à Jean-Patrice Goidin (1986)
La première recherche des architectes français Gilles Dormion et Jean-Patrice Goidin est effectuée en 1986, avec l'aide des services de recherche d'EDF et de la compagnie de prospection géophysique française. Celle-ci effectue des sondages reposant sur la technique de microgravimétrie, et, dans la mesure où ceux-ci sont concluants, doit procéder à des forages permettant des visions endoscopiques. 
Cette mission consiste à vérifier les hypothèses avancées par les deux Français, tout d'abord un second couloir dont l'entrée serait située derrière les linteaux de l'entrée nord actuelle et accédant à la partie supérieure de la grande galerie, ensuite des magasins situés de part et d'autre du couloir d'accès à la chambre de la reine et enfin une chambre funéraire située au-dessus du passage aux herses précédant la chambre du roi. 
Les mesures microgravimétriques indiquent des zones de densités hétérogènes au niveau du couloir d'accès à la chambre de la reine, derrière l'appareillage en croix des murs latéraux. Ces mesures sont suivies de forages qui ne permettent pas la découverte d'une quelconque cavité. Seul du sable très fin est extirpé de ces microsondages. Aucun indice ne permet donc de confirmer ni l'une ni l'autre des différentes hypothèses avancées.

### Deuxième recherche de Gilles Dormion associé à Jean-Yves Verd'hurt (2000)
Cette deuxième recherche en est restée à l'état d'étude et d'analyse. Fort d'une expérience de plus de vingt années à scruter et à analyser les particularités architecturales des grandes pyramides memphites, Gilles Dormion est désormais convaincu que le sol de la chambre de la reine dissimule un accès à un niveau inférieur. Son hypothèse repose sur des indices tels que le boyau maçonné situé derrière la niche et le sol excavé de la chambre de la reine. Le sol du boyau maçonné comporte un trou bouché de section rectangulaire. L'architecte y voit la possibilité d'un passage de corde ou d'un quelconque conduit de manœuvre ayant servi à manipuler une herse de fermeture. 
En 1986, la microgravimétrie n'a donné aucun résultat positif dans la chambre de la reine. Cependant, des mesures géoradar sont effectuées par la société française Safège en 2000, et les résultats indiquent la présence d'une structure d'environ un mètre de largeur, orientée dans le sens est-ouest, et dont le toit se trouverait environ à 3,50 mètres de profondeur. 
Gilles Dormion propose une tentative de représentation de la structure interne, bien qu'aucune fouille n'ait encore pu être accordée et qu'aucun résultat ne puisse étayer une modélisation aussi nette et précise.

### Mission japonaise dirigée par le professeur Sakuji Yoshimura (1987)
La mission Yoshimura a comme objectif d'effectuer de nouvelles mesures géoradar. Celles-ci révèlent la présence d'une cavité le long de la paroi ouest du couloir d'accès à la chambre de la reine. D'autres mesures géoradar, commandées par Gilles Dormion en cet endroit durant l'année 2000, sont réalisées par la SAFEGE, avec des résultats cette fois négatifs.

### Théorie de Jacques Bardot et Francine Darmon (2001)
Les archéologues français Jacques Bardot et Francine Darmon s'inspirent des résultats de la mission japonaise de Sakuji Yoshimura, en vue de démontrer la présence de cavités, toujours situées parallèlement à l'ouest du couloir d'accès à la chambre de la reine. Leur analyse architecturale met en évidence la présence anormale de joints croisés horizontaux et verticaux non alternés. Selon eux, ces joints sont faux et constituent des simulacres d'accès perpendiculaires au couloir. 
De ce fait, les Égyptiens auraient simplement entaillé les pierres en trait de scie. Cette théorie est vivement critiquée par Gilles Dormion qui affirme, quant à lui, que les joints ne sont nullement faux mais simplement colmatés avec du mortier. Selon ce dernier, ces pierres sont disposées ainsi parce que le plan de la pyramide a été modifié à cet endroit et que certaines cavités (qu'il suppose être des magasins) ont été comblées et obstruées.
Aucune fouille n'a encore permis de valider ou non cette hypothèse.

### Projet Upuaut
Le « projet Upuaut » est un projet d'exploration, initié au début des années 1990, des conduits dits d'« aération » de la pyramide de Khéops, mené par l'ingénieur munichois Rudolf Gantenbrink et une équipe  d'archéologues, architectes et ingénieurs du Deutsches Archäologisches Institut, sous la direction de l'égyptologue Rainer Stadelmann. Il tire son nom du nom allemand du dieu égyptien Oupouaout.

### Projet Pyramid Rover
L'exploration des conduits reprit en 2002 sous l'impulsion de Zahi Hawass, directeur du Conseil suprême des Antiquités égyptiennes et grâce au financement de la National Geographic Society qui mit au point un nouveau robot baptisé « Pyramid Rover ».
Le robot perça un petit trou de trois millimètres de diamètre à travers la porte du conduit sud pour ne révéler, vingt et un centimètres derrière celle-ci, qu'un autre bloc de calcaire mais brut de taille. Le conduit nord put également être exploré. À 63,40 mètres de la chambre de la reine, on a découvert un bloc obstruant le conduit et muni de deux anses en cuivre similaires à celles du conduit sud. Il est fort probable que le dispositif du conduit nord soit similaire à celui du sud.

### Projet ScanPyramids
La mission ScanPyramids est un projet franco-égyptien d'études de l'intérieur des pyramides d'Égypte par des méthodes innovantes non invasives, mené par un consortium scientifique formé par l'université du Caire et par l'Institut HIP (Heritage Innovation Preservation). Elle a été lancée en octobre 2015.
La mission publie en novembre 2017 un article dans Nature révélant qu'elle a découvert une très grande cavité inconnue au sein de la pyramide, nommée ScanPyramids Big Void. Cette cavité, longue d'au moins trente mètres, n'est connectée au reste du réseau interne de la pyramide par aucun tunnel décelable. Découverte par trois équipes indépendantes et avec des outils différents, cette cavité n'a pas pu être délimitée avec certitude, et sa forme précise est inconnue,.